# Asclepias nana
Asclepias nana là một loài thực vật có hoa trong họ La bố ma. Loài này được Verd. mô tả khoa học đầu tiên năm 1924.